# Carlo Pastorino (politico)
Carlo Pastorino (Genova, 9 febbraio 1925 – Genova, 2 agosto 2011) è stato un politico italiano.

## Biografia
Eletto senatore per quattro legislature nel collegio di Genova IV con la Democrazia Cristiana, è stato ministro del Turismo e dello Spettacolo nel Governo Andreotti IV e sottosegretario di Stato per la difesa nel Governo Andreotti III. È stato anche presidente della Provincia di Genova dal 1967 al 1970, vicepresidente del Consiglio regionale della Liguria, primo presidente della Fiera di Genova e presidente dell’Ordine degli agenti di cambio a Milano.